# Agria (pomme de terre)
Pour les articles homonymes, voir Agria.
L’agria est une variété cultivée de pomme de terre, aux tubercules à chair farineuse de couleur jaune, particulièrement adaptés pour la préparation des frites. Elle est issue du croisement entre les variétés 'Quarta' et 'Semlo' réalisé en Allemagne en 1985.
En Europe, cette variété est inscrite depuis le 14 février 1985 au catalogue commun des variétés des espèces agricoles et plants de pomme de terre ainsi que sur les catalogues nationaux de neuf pays membres de l'Union européenne : Allemagne, Autriche, Bulgarie, Hongrie, Luxembourg, Pays-Bas, Portugal, Slovénie et Slovaquie.

## Origine génétique
Créée en 1985 par l'obtenteur allemand Kartoffelzucht Böhm à Lunebourg (Basse-Saxe), la variété 'Agria' est issue du croisement de deux variétés allemandes ('Quarta' et 'Semlo'), et descend de la variété 'Bintje' dont elle a hérité certaines des qualités culinaires, mais avec un meilleur rendement et une faible sensibilité des tubercules  au mildiou. La couleur jaune foncé de sa chair n'est pas appréciée de tous les consommateurs.
En 2022, elle a été nommée « Kartoffel des Jahres » (pomme de terre de l'année) en Allemagne.

### Pedigree
| 'Offereins 65-42' (Allemagne,) | 'Offereins 65-42' (Allemagne,) | 'Offereins 65-42' (Allemagne,) | 'Offereins 65-42' (Allemagne,) | 'Offereins 65-42' (Allemagne,)                 | 'Offereins 65-42' (Allemagne,)                 |                                                |                                                | '114/67/1904 NT' (Allemagne,)                  | '114/67/1904 NT' (Allemagne,)                  | '114/67/1904 NT' (Allemagne,) | '114/67/1904 NT' (Allemagne,) | '114/67/1904 NT' (Allemagne,) | '114/67/1904 NT' (Allemagne,) |         |  |  |  |  |  | 'Bintje' Kornelis Lieuwes de Vries (Pays-Bas, 1904) | 'Bintje' Kornelis Lieuwes de Vries (Pays-Bas, 1904) | 'Bintje' Kornelis Lieuwes de Vries (Pays-Bas, 1904) | 'Bintje' Kornelis Lieuwes de Vries (Pays-Bas, 1904) | 'Bintje' Kornelis Lieuwes de Vries (Pays-Bas, 1904) | 'Bintje' Kornelis Lieuwes de Vries (Pays-Bas, 1904) |                           |                           | 'Gabriela' (Équateur)     | 'Gabriela' (Équateur)     | 'Gabriela' (Équateur) | 'Gabriela' (Équateur) | 'Gabriela' (Équateur) | 'Gabriela' (Équateur) |  |  |  |  |  |  |  |  |  |  |  |  |  |  |  |  |  |  |  |  |  |  |  |  |  |  |
| 'Offereins 65-42' (Allemagne,) | 'Offereins 65-42' (Allemagne,) | 'Offereins 65-42' (Allemagne,) | 'Offereins 65-42' (Allemagne,) | 'Offereins 65-42' (Allemagne,)                 | 'Offereins 65-42' (Allemagne,)                 |                                                |                                                | '114/67/1904 NT' (Allemagne,)                  | '114/67/1904 NT' (Allemagne,)                  | '114/67/1904 NT' (Allemagne,) | '114/67/1904 NT' (Allemagne,) | '114/67/1904 NT' (Allemagne,) | '114/67/1904 NT' (Allemagne,) |         |  |  |  |  |  | 'Bintje' Kornelis Lieuwes de Vries (Pays-Bas, 1904) | 'Bintje' Kornelis Lieuwes de Vries (Pays-Bas, 1904) | 'Bintje' Kornelis Lieuwes de Vries (Pays-Bas, 1904) | 'Bintje' Kornelis Lieuwes de Vries (Pays-Bas, 1904) | 'Bintje' Kornelis Lieuwes de Vries (Pays-Bas, 1904) | 'Bintje' Kornelis Lieuwes de Vries (Pays-Bas, 1904) |                           |                           | 'Gabriela' (Équateur)     | 'Gabriela' (Équateur)     | 'Gabriela' (Équateur) | 'Gabriela' (Équateur) | 'Gabriela' (Équateur) | 'Gabriela' (Équateur) |  |  |  |  |  |  |  |  |  |  |  |  |  |  |  |  |  |  |  |  |  |  |  |  |  |  |
|                                |                                |                                |                                |                                                |                                                |                                                |                                                |                                                |                                                |                               |                               |                               |                               |         |  |  |  |  |  |                                                     |                                                     |                                                     |                                                     |                                                     |                                                     |                           |                           |                           |                           |                       |                       |                       |                       |  |  |  |  |  |  |  |  |  |  |  |  |  |  |  |  |  |  |  |  |  |  |  |  |  |  |
|                                |                                |                                |                                | 'Quarta' Kartoffelzucht Böhm (Allemagne, 1979) | 'Quarta' Kartoffelzucht Böhm (Allemagne, 1979) | 'Quarta' Kartoffelzucht Böhm (Allemagne, 1979) | 'Quarta' Kartoffelzucht Böhm (Allemagne, 1979) | 'Quarta' Kartoffelzucht Böhm (Allemagne, 1979) | 'Quarta' Kartoffelzucht Böhm (Allemagne, 1979) |                               |                               |                               |                               |         |  |  |  |  |  |                                                     |                                                     |                                                     |                                                     | 'Semlo' (Allemagne, 1978)                           | 'Semlo' (Allemagne, 1978)                           | 'Semlo' (Allemagne, 1978) | 'Semlo' (Allemagne, 1978) | 'Semlo' (Allemagne, 1978) | 'Semlo' (Allemagne, 1978) |                       |                       |                       |                       |  |  |  |  |  |  |  |  |  |  |  |  |  |  |  |  |  |  |  |  |  |  |  |  |  |  |
|                                |                                |                                |                                | 'Quarta' Kartoffelzucht Böhm (Allemagne, 1979) | 'Quarta' Kartoffelzucht Böhm (Allemagne, 1979) | 'Quarta' Kartoffelzucht Böhm (Allemagne, 1979) | 'Quarta' Kartoffelzucht Böhm (Allemagne, 1979) | 'Quarta' Kartoffelzucht Böhm (Allemagne, 1979) | 'Quarta' Kartoffelzucht Böhm (Allemagne, 1979) |                               |                               |                               |                               |         |  |  |  |  |  |                                                     |                                                     |                                                     |                                                     | 'Semlo' (Allemagne, 1978)                           | 'Semlo' (Allemagne, 1978)                           | 'Semlo' (Allemagne, 1978) | 'Semlo' (Allemagne, 1978) | 'Semlo' (Allemagne, 1978) | 'Semlo' (Allemagne, 1978) |                       |                       |                       |                       |  |  |  |  |  |  |  |  |  |  |  |  |  |  |  |  |  |  |  |  |  |  |  |  |  |  |
|                                |                                |                                |                                |                                                |                                                |                                                |                                                |                                                |                                                |                               |                               |                               |                               |         |  |  |  |  |  |                                                     |                                                     |                                                     |                                                     |                                                     |                                                     |                           |                           |                           |                           |                       |                       |                       |                       |  |  |  |  |  |  |  |  |  |  |  |  |  |  |  |  |  |  |  |  |  |  |  |  |  |  |
|                                |                                |                                |                                |                                                |                                                |                                                |                                                |                                                |                                                |                               |                               |                               |                               | 'Agria' |  |  |  |  |  |                                                     |                                                     |                                                     |                                                     |                                                     |                                                     |                           |                           |                           |                           |                       |                       |                       |                       |  |  |  |  |  |  |  |  |  |  |  |  |  |  |  |  |  |  |  |  |  |  |  |  |  |  |

## Principales caractéristiques
Tubercule : longs, ovales ; peau lisse, jaune pâle ; chair jaune foncé.
Germe : larges, cylindriques, bleu pourpre foncé.
Plante : grosse, port étalé, développement rapide.
Tige : peu nombreuses, épaisses, droites, moyennement pigmentées..
Feuille : grandes, retombantes, vert foncé.
Fleur : blanches, grandes, nombreuses.

### Utilisation
- Pommes soufflées[5]
- Frites, röstis[6]